# Slobodskoï
Slobodskoï (en russe : Слободской) est une ville de l'oblast de Kirov, en Russie, et le centre administratif du raïon de Slobodskoï. Sa population s'élevait à 33 981 habitants en 2014.

## Géographie
Slobodskoï est située dans la partie européenne de la Russie, sur la rive droite de la rivière Viatka, à 33 km au nord-est de Kirov et à 825 km au nord-est de Moscou.

## Histoire
Elle fut mentionnée pour la première fois en 1505 comme poste fortifié. À partir de 1562, elle fut connue comme Slobodskoï posad (Слободско́й поса́д). Slobodskoï a le statut de ville depuis 1780.

## Population
Recensements (*) ou estimations de la population :
| 1856  | 1897*  | 1913   | 1926*  | 1931   |
| ----- | ------ | ------ | ------ | ------ |
| 5 900 | 10 051 | 11 000 | 10 869 | 12 200 |

| 1939*  | 1959*  | 1970*  | 1979*  | 1989*  |
| ------ | ------ | ------ | ------ | ------ |
| 22 796 | 30 836 | 34 374 | 36 881 | 39 249 |

| 2002*  | 2010*  | 2012   | 2013   | 2014   |
| ------ | ------ | ------ | ------ | ------ |
| 33 477 | 33 981 | 33 845 | 33 583 | 33 981 |

## Personnalités
- Nikolaï Busch (1869-1941): botaniste russe
- Alexandre Grine (1880-1932) : écrivain russe